# Néstor Vicente
Néstor Vicente (n. 1945) es un abogado y político argentino que fue candidato a Presidente de la Nación Argentina por la coalición Izquierda Unida en las elecciones generales de 1989, obteniendo el 2,44% de los votos.
Antes de su candidatura fue miembro inicialmente del Partido Demócrata Cristiano, de una corriente interna partidaria identificada como la centroizquierda, integrando el Frente Justicialista de Liberación (FREJULI) en las elecciones de 1973. 
A mediados de 1977, siendo secretario general de la Cátedra de Estudios Argentinos que funcionaba en el marco del Club Nacional, Néstor Vicente lideró a un grupo de dirigentes democristianos y comenzó a editar la revista de circulación interna llamada "Síntesis" como fue una forma de mantener cierto nivel de actividad política en el contexto dictatorial del conocido como Proceso de Reorganización Nacional (1976-1983).
De 1981 a 1983, Néstor Vicente representó al PDC junto a los demócrata cristianos Martín Dip, Carlos Auyero, Basilio Serrano, Hugo Conza, Eduardo Traboulsi, Enrique de Vedia, Salvador Busacca y Augusto Conte en la Multipartidaria que tuvo como objetivo presionar a la dictadura militar para que abandonara el poder y se estableciera un régimen democrático.
Posterior al regreso de la democracia en 1984 se unió al Partido Intransigente, del que se separó para formar el partido Izquierda Democrática Popular (IDEPO) que pasó a integrar Izquierda Unida en 1987. Triunfó en las primarias internas de la coalición con el 52.59% de los votos el 20 de diciembre de 1988, accediendo a la candidatura presidencial.
En las elecciones de 1997 Néstor Vicente candidato por la Alianza, gracias a lo cual en 1999 fue diputado de la primera Legislatura de la Ciudad de Buenos Aires ocupando la banca que dejó vacante Abel Claudio Fatala cuando pasó a ocupar un cargo en la administración del Jefe de Gobierno de la Ciudad de Buenos Aires Enrique Olivera. 
Posterior a su candidatura se desempeñó como diputado de Buenos Aires entre 1999 y 2003, cuando fue elegido presidente del Club Atlético Huracán. Dimitió el 29 de diciembre de 2004, quedándole todavía un año de mandato.

## Obras escritas
- “Augusto Conte: padre de la Plaza”. 2006
- “Desde chiquito me enamoré del globo y de la quema”. 1994